# 스토크 시티 FC
스토크 시티 풋볼 클럽(영어: Stoke City Football Club)은 스토크온트렌트에 위치한 잉글랜드의 프로 축구 클럽이다. 현재 EFL 챔피언십 소속이다. 이 팀은 1863년에 창단 되었고 노츠 카운티에 이어 세계에서 2번째로 오래된 프로축구 클럽이다.
2008년 챔피언십에서 승격한 이후 프리미어리그에서 뛰었었다. 그 전에는 23년 동안 하부리그 소속이었는데 첫 메이저 트로피는 1972년에 첼시를 2-1로 꺾고 차지한 FA컵이다. 1972-73, 1974-75 시즌에는 유럽 대항전에 진출하기도 하였고 가장 최근 기록은 2011-12 시즌 FA컵 준우승 자격으로 유로파리그에 출전한 것이다. 2017-18 시즌 크리스털 팰리스에 패하며 10년 만에 강등이 확정 되었다.
스토크 시티 홈구장은 베트365 스타디움으로 30,089명을 수용할 수 있다. 1997년 이 경기장이 개장되기 전에는 빅토리아 그라운드를 홈구장으로 사용했고 빅토리아 그라운드는 1878년부터 스토크 시티의 홈구장으로 사용 되었다. 클럽의 별칭은 'The Potters'로 옹기장이라는 뜻이며 스토크온트렌트가 도자기 산업으로 발전하게 되면서 붙여진 이름이다.

## 역대 성적
- 풋볼 리그 챔피언십

우승 (2): 1932-33, 1962-63
- 풋볼 리그 챔피언십 준우승

우승 (1): 2007-08
- 풋볼 리그 1

우승 (1): 1992-93
- 풋볼 리그 1 플레이오프 우승

우승 (1): 2001-02
- 풋볼 리그 3부 북부

우승 (1): 1926-27
- 풋볼 리그 컵

우승 (1): 1971-72
- 풋볼 리그 컵 준우승

우승 (1): 1963-64
- 풋볼 리그 트로피

우승 (2): 1991-92, 1999-2000

## 선수 명단

### 현역
참고: FIFA 자격 규정에 따라 소속된 국가대표팀 국기를 표시합니다. 선수는 복수의 FIFA 비회원국 국적을 가지고 있을 수 있습니다.
| 번호 | 포지션 | 국적       | 이름                 |
| ---- | ------ | ---------- | -------------------- |
| 1    | GK     | 잉글랜드   | 잭 버틀런드          |
| 2    | DF     | 잉글랜드   | 톰 에드워즈          |
| 3    | DF     | 웨일스     | 모건 폭스            |
| 4    | MF     | 웨일스     | 조 앨런              |
| 5    | DF     | 스코틀랜드 | 리암 린제이          |
| 6    | DF     | 잉글랜드   | 대니 배트            |
| 7    | MF     | 잉글랜드   | 톰 인스              |
| 9    | FW     | 웨일스     | 샘 보크스            |
| 11   | MF     | 아일랜드   | 제임스 매클레인      |
| 12   | DF     | 웨일스     | 제임스 체스터        |
| 14   | DF     | 잉글랜드   | 토미 스미스          |
| 15   | DF     |            | 브루누 마르팅스 인디 |
| 16   | GK     | 웨일스     | 아담 데이비스        |

| 번호 | 포지션 | 국적       | 이름              |
| ---- | ------ | ---------- | ----------------- |
| 17   | DF     | 잉글랜드   | 라이언 쇼크로스   |
| 18   | FW     | 잉글랜드   | 제이콥 브라운     |
| 19   | FW     | 잉글랜드   | 리 그레고리       |
| 20   | MF     | 잉글랜드   | 오클리부스        |
| 21   | FW     | 잉글랜드   | 스티븐 플래처     |
| 22   | MF     | 잉글랜드   | 샘 클루커스       |
| 23   | MF     |            | 시바우드 베르린덴 |
| 24   | MF     | 잉글랜드   | 조단 커즌스       |
| 25   | MF     | 잉글랜드   | 닉 포웰           |
| 26   | FW     | 스코틀랜드 | 타이리스 캠벨     |
| 34   | MF     | 북아일랜드 | 조단 톰슨         |
| 37   | DF     | 아일랜드   | 나단 콜린스       |
| 35   | DF     | 잉글랜드   | 조쉬 티몬         |

### 임대
참고: FIFA 자격 규정에 따라 소속된 국가대표팀 국기를 표시합니다. 선수는 복수의 FIFA 비회원국 국적을 가지고 있을 수 있습니다.
| 번호 | 포지션 | 국적             | 이름                                |
| ---- | ------ | ---------------- | ----------------------------------- |
| 33   | MF     |                  | 라스 쇠렌센 (MK돈스로 임대)         |
| 8    | MF     | 나이지리아       | 오게네카로 에테보 (왓퍼드로 임대)   |
| 10   | FW     | 콩고 민주 공화국 | 베닉 아포베 (트라브존스포르로 임대) |
| 27   | MF     | 세네갈           | 바두 은디아예 (알아인로 임대)       |

| 번호 | 포지션 | 국적     | 이름                      |
| ---- | ------ | -------- | ------------------------- |
| 38   | MF     | 잉글랜드 | 라이언 우즈 (밀월로 임대) |

## 역대 감독
| 감독            | 임기      |
| --------------- | --------- |
| 앨런 볼         | 1989~1991 |
| 루 마카리       | 1991~1993 |
| 조 조던         | 1993~1994 |
| 루 마카리       | 1994~1997 |
| 토니 퓰리스     | 2006~2013 |
| 마크 휴스       | 2013~2018 |
| 폴 램버트       | 2018      |
| 게리 로웻       | 2018~2019 |
| 네이선 존스     | 2019      |
| 마이클 오닐     | 2019~2022 |
| 알렉스 닐       | 2022~2023 |
| 스티븐 슈마허   | 2023~2024 |
| 나르시스 펠라치 | 2024      |
| 마크 로빈스     | 2025 ~    |